# Xysticus rectilineus
Xysticus rectilineus là một loài nhện trong họ Thomisidae.
Loài này thuộc chi Xysticus. Xysticus rectilineus được Octavius Pickard-Cambridge miêu tả năm 1872.